# バック・トゥ・ザ・フューチャー PART2
『バック・トゥ・ザ・フューチャー PART2』（Back to the Future Part II）は1989年のアメリカ映画で、映画『バック・トゥ・ザ・フューチャー』の続編。『バック・トゥ・ザ・フューチャー』シリーズ3部作の2番目にあたる。SF映画。監督はロバート・ゼメキス。
シリーズの2作目と3作目は同時に製作され、6か月間の間を空けて公開された。

## あらすじ
マーティ・マクフライが1955年11月12日から1985年に帰還した翌朝、マーティとガールフレンドのジェニファーの前に突然エメット・ブラウン博士（通称：ドク）がデロリアンで現れた。未来においてマーティの息子がトラブルを起こし、それを機に未来のマクフライ家が破滅することが判明したという。それを回避するため、マーティとドクはジェニファーや愛犬のアインシュタイン共々、30年後の2015年10月21日にタイムトラベルする。デロリアンは空中を飛行するが、炎の軌跡を残して消える瞬間を、ビフ・タネンが目撃していた。
2015年10月21日に着いたマーティは、将来的にジェニファーと結婚することと、彼女と自分の息子であるマーティ・マクフライJr.がひ弱でだらしない性格で、ビフ・タネンの孫であるグリフの言いなりになった挙句に窃盗容疑で逮捕され懲役15年の刑に処されること、連鎖して娘のマーリーンが逮捕された兄マクフライJr.を助けようとするも失敗して懲役20年の刑に処され、マクフライ家の家族崩壊を引き起こしてしまうことを知る。ドクの作戦でマーティは息子本人になりすまし、レトロ喫茶「Cafe 80's」でグリフからの命令を断った。しかし腰抜けと言われたことで怒ったため店内で喧嘩になり、ホバー・ボードによる追跡劇に発展するが何とか逃げ切る。逆に、追跡劇で裁判所を破壊してしまったグリフが逮捕され、息子が起こすはずだったトラブルをどうにか未然に防ぐことができた。未来からの帰りがけに、マーティは骨董品屋で1950年〜2000年の主要スポーツの試合結果が書かれた年鑑を買い、スポーツ賭博で小遣い稼ぎをしようとする。しかしドクに見つかり「お金儲けのためにタイムマシンを発明したわけじゃないんだ」と叱られてゴミ箱に投棄される。一連の流れを見ていた2015年のビフ老人は、デロリアンがタイムマシンであることを知り、ゴミ箱から年鑑を回収していた。
そうこうしている内に、眠らせて路地裏に置いていたジェニファーが2015年の本人と勘違いされ、警官に護送されてしまい、マーティとドクは未来のマクフライ家へジェニファーを助けに向かう羽目になる。目覚めたジェニファーは未来の暗雲たる自身の家庭と夫婦生活を知り、更に未来の自身と遭遇してしまったジェニファーはまたも気絶、どうにかドクによって回収された。その頃、ドクとマーティがマクフライ家へ向かっている間にビフがデロリアンを盗み、どこかへタイムトラベルしてデロリアンを元の位置に戻す。体調が悪化するビフは、弾みで杖の持ち手を折り、苦しみながらデロリアンから立ち去ると、過去の歴史を改変した影響によって存在そのものが消滅してしまった。
トラブルを解決したマーティたちはデロリアンで1985年の夜に戻ったが、マーティの家には別の家族が住んでおり、窓から家へ入ると不審者扱いされて叩き出されてしまう。ヒルバレーも様変わりしており、ビフは娯楽施設「ビフのカジノ・パレス」を擁する一大資産家に、そしてマーティの母ロレインはビフと再婚させられ、マーティは義理の息子となっていた。そればかりでなく、マーティの父ジョージは1973年にビフに殺されていたのだ。ジョージの墓の前で悲哀にくれるマーティの所へ、ドクがやって来てタイムパラドックスが起きた事を説明する。ドク自身も、1983年に精神異常者として精神病院に入院させられることになっていた。デロリアンの中で老人のビフが所持していた杖の持ち手を見つけ、過去のビフの写真にあの年鑑が映っているのを見つけたドクは、2015年のビフが年鑑を入手し、過去のビフに渡したと推測する。全ての原因があの年鑑にあると気づいたマーティは、ビフの部屋で年鑑を手に入れた経緯を聞き出す。ビフは、時計台に落雷があった1955年11月12日に、遠い親戚と名乗る老人からスポーツ年鑑を貰ったことや、年鑑を使ってスポーツ賭博で大金持ちになったことを話す。そしていつの日か、イかれた科学者と一人の小僧が年鑑の事を聞きに来たら何も言わずに殺すよう言われたと、マーティを射殺しようとする。マーティを屋上に追い詰めたビフは、ジョージが殺された時も、警察は自分の言いなりだったと、引き金を引こうとする。しかしマーティはドクが操縦するデロリアンに飛び乗り、何とか危機を脱する。ドクとマーティは、元の未来を取り戻すため1955年11月12日へと旅立つ。
1955年11月12日に戻ったマーティは若き日のビフが2015年のビフと接触するのを目撃する。マーティとドクは別行動をとり、マーティは年鑑をとり戻すためビフの車に乗り込んだが、ビフのガレージに閉じ込められてしまう。ビフ老人から年鑑を受け取った若き日のビフは車でダンスパーティーに向かい、マーティは年鑑を取り戻そうとするが、邪魔が入って思うようにはいかない。ビフはパーティー会場でも年鑑を肌身離さず持ち歩いていたが、教師に見つかり、取り上げられてしまう。マーティは教師の部屋に忍び込み年鑑を手に入れるが、それはカバーを替えた別の雑誌だった。マーティはビフがジョージに殴られて気絶した場所に戻り、遂に年鑑を手に入れるが、ビフの仲間に見付かりパーティー会場に逃げ込む。ビフの仲間たちはステージで演奏する過去のマーティを見つけ叩き出そうとするが、現在のマーティに阻止される。
マーティは屋上で待機するドクの元に向かおうとした矢先、最悪のタイミングでビフに見つかり、挑発に乗ってしまった為に襲われ、年鑑を奪われてしまう。会場を後にしたビフを追うため、マーティはドクと合流してデロリアンでビフを追跡する。マーティはホバー・ボードに乗り換えてビフの車に接近して年鑑を今度こそ奪い返す事に成功する。それでも諦めず、怒り狂ったビフは悪魔の様な高笑いをしながら、マーティを車で轢き殺そうとするが、失敗して馬糞を積んだトラックに衝突し、またもや車と共に馬糞まみれになってしまった。その後、マーティはバケツの中で年鑑を焼却する。年鑑が消えたことにより、新聞の見出しが変わって未来が元に戻った事を確認したマーティとドクは、1985年に戻ろうとする。だが、激しい嵐でマーティはデロリアンに乗れず、目の前で雷が落ちたデロリアンがドクを乗せたまま消えてしまう。途方に暮れるマーティの元に、電報会社（ウエスタンユニオン）の男が現れ手紙を渡す。それは、落雷の影響で1885年に飛ばされていたドクが、マーティ宛てに書いた70年を経た手紙であった。マーティは1985年に戻るため、1955年のドクに会いに行く。（前作・PART1で）ついさっき1985年へと帰っていったばかりのマーティが再び現れたことに驚愕し、1955年のドクは気絶してしまうのだった。

## キャスト
| 役名                         | 俳優                           | 日本語吹き替え | 日本語吹き替え | 日本語吹き替え | 日本語吹き替え |
| 役名                         | 俳優                           | ソフト版       | テレビ朝日版   | BSジャパン版   | 日本テレビ版   |
| ---------------------------- | ------------------------------ | -------------- | -------------- | -------------- | -------------- |
| マーティ・マクフライ         | マイケル・J・フォックス        | 山寺宏一       | 三ツ矢雄二     | 宮川一朗太     | 宮野真守       |
| マーティ・マクフライJr.      | マイケル・J・フォックス        | 山寺宏一       | 三ツ矢雄二     | 宮川一朗太     | 宮野真守       |
| マーリーン・マクフライ       | マイケル・J・フォックス        | 山寺宏一       | 三ツ矢雄二     | 宮川一朗太     | 宮野真守       |
| ドク                         | クリストファー・ロイド         | 青野武         | 穂積隆信       | 山寺宏一       | 山寺宏一       |
| ロレイン                     | リー・トンプソン               | 佐々木優子     | 高島雅羅       | 小林沙苗       | 沢城みゆき     |
| ビフ                         | トーマス・F・ウィルソン        | 谷口節         | 玄田哲章       | 新垣樽助       | 三宅健太       |
| グリフ                       | トーマス・F・ウィルソン        | 谷口節         | 玄田哲章       | 新垣樽助       | 三宅健太       |
| ビフの祖母（声）             | トーマス・F・ウィルソン        |                | 達依久子       |                | 三宅健太       |
| ジェニファー                 | エリザベス・シュー             | 勝生真沙子     | 佐々木優子     | 白石涼子       | 瀬戸麻沙美     |
| ストリックランド             | ジェームズ・トールカン         | 大木民夫       | 宮内幸平       | 青山穣         | 浦山迅         |
| ジョージ                     | ジェフリー・ウェイスマン       | 富山敬         | 千田光男       | 加瀬康之       | 森川智之       |
| ジョージ                     | クリスピン・グローヴァー       | 富山敬         | 千田光男       | 加瀬康之       | 森川智之       |
| 3-D                          | ケイシー・シーマツコ           | 小室正幸       | 星野充昭       | 水野龍司       | 三好翼         |
| マッチ                       | ビリー・ゼイン                 | 小野健一       | 大滝進矢       | 佐々木啓夫     | 田中光         |
| スキンヘッド                 | J・J・コーエン                 | 古田信幸       | 二又一成       | 加藤将之       | 柏野昌俊       |
| テリー                       | チャールズ・フライシャー       | 石森達幸       | 屋良有作       | 水野龍司       | 河本邦弘       |
| データ                       | リッキー・ディーン・ローガン   | 小野健一       | 荒川太郎       | 高坂宙         | 田中光         |
| スパイク                     | ダーリーン・ヴォーゲル         | 松本梨香       | 坂本千夏       | 竹内恵美子     | 櫻庭有紗       |
| ホワイティ                   | ジェイソン・スコット・リー     | 稲葉実         | 小室正幸       | 木村隼人       | 三好翼         |
| ビデオゲームの少年           | イライジャ・ウッド             | 真柴摩利       | 紗ゆり         | 伊達朱里紗     |                |
| ビデオゲームの少年           | ジョン・ソーントン             | 大谷育江       | 坂本千夏       | 空見ゆき       |                |
| ホバーボードの少女           | テオ・シュワルツ               |                |                |                |                |
| ホバーボードの少女           | リンジー・ホイットニー・バリー | 真柴摩利       | 亀井芳子       | 南波ゆき       |                |
| 骨董品屋の店員               | ジュディー・オーヴィッツ       | 竹口安芸子     | 横尾まり       | 伊沢磨紀       |                |
| フォーリー巡査               | ステファニー・E・ウィリアムズ  | 松本梨香       | 坂本千夏       | 相川奈都姫     | 小林さとみ     |
| リース巡査                   | メアリー・エレン・トレイナー   | 深実りか       | 紗ゆり         | 川上ひろみ     | 河村梨恵       |
| ニードルス                   | フリー                         | 古田信幸       | 沢木郁也       | 落合弘治       | 関智一         |
| フジツウ                     | ジェームズ・イシダ             | 秋元羊介       | 藤本譲         | 坂詰貴之       | 山岸治雄       |
| 謎の一家（娘）               | ニッキ・バードソング           |                |                |                |                |
| 謎の一家（父）               | アル・ホワイト                 | 秋元羊介       | 屋良有作       | 宇垣秀成       |                |
| 謎の一家（息子）             | ショーン・ハンター             | 松本梨香       | 坂本千夏       | 伊達朱里紗     |                |
| レッド                       | ジョージ・フラワー             |                | 亀井三郎       |                | ふくまつ進紗   |
| ビフの博物館の音声           | ニール・ロス                   | 納谷六朗       | 千田光男       | 青山穣         | 河本邦弘       |
| ロレインの友人               | リサ・フリーマン               | 吉田美保       |                |                | おまたかな     |
| ラジオのスポーツ実況         | ジョン・アーウィン             | 小室正幸       |                |                | 平松修造       |
| マーヴィン・ベリー           | ハリー・ウォーターズ・Jr       |                | 屋良有作       |                | 伊藤健太郎     |
| 財布を盗んだと思う男         | ウェズリー・マン               | 山口健         | 千田光男       |                | 関智一         |
| ウェスタン・ユニオンの男     | ジョー・フラハティ             | 納谷六朗       | 筈見純         | 大滝寛         | 河本邦弘       |
| 店員（マイケル・ジャクソン） | E・カサノバ                    |                | 小室正幸       | 山寺宏一       | 関智一         |
| 店員（ロナルド・レーガン）   | ジェイ・コッホ                 | 大木民夫       | 藤本譲         |                | 山岸治雄       |
| 店員（ホメイニ）             | チャールズ・ゲラルディ         | 石森達幸       | 宮内幸平       |                |                |
| ゴールディー・ウィルソン三世 | ドナルド・フュリラブ           | 小室正幸       | 江原正士       | 川田紳司       | 高木渉         |
| ラジオのアナウンサー         | N/A                            |                |                |                | 菅谷大介       |
| その他                       | N/A                            | 佐藤ユリ       | N/A            | N/A            | N/A            |

- ソフト版：1990年8月3日発売のVHSに初収録。
  - DVD以降の音声仕様はDTS5.1chサラウンドになっている。
  - キャスティングは、本国によるオーディションが行われた[8]。
  - Paramount+、WOWOWオンデマンドを除く各種配信にも使用。
- テレビ朝日版：初回放送1992年10月4日『日曜洋画劇場』
  - 2020年には異例となる劇場での初公開が行われた[9]。
  - Paramount+、WOWOWオンデマンドの配信にはこちらの吹替が使用されている。
- BSジャパン版：初回放送2018年7月4日『シネマクラッシュ』
- 日本テレビ版：初回放送2025年2月14日『金曜ロードショー』[10][11]

吹き替えは、いずれも本編ノーカットで制作。テレビ朝日版は、2008年発売の「思い出の復刻版」DVDに初収録され、以降のソフトにも収録（BDはマスタリングの問題から、実際の放送・DVDと音質が異なる）。BSジャパン版は、2020年発売の「35th アニバーサリー・エディション 4K Ultra HD＋ブルーレイ」に収録。

## スタッフ
- 監督：ロバート・ゼメキス
- 製作総指揮：スティーヴン・スピルバーグ、フランク・マーシャル、キャスリーン・ケネディ
- 脚本：ロバート・ゼメキス、ボブ・ゲイル
- 音楽：アラン・シルヴェストリ
- 撮影：ディーン・カンディ
- SFX：ILM

### 日本語版
- 字幕翻訳：戸田奈津子[12]

| 吹き替え       | ソフト版                   | テレビ朝日版   | BSジャパン版        | 日本テレビ版        |
| -------------- | -------------------------- | -------------- | ------------------- | ------------------- |
| 演出           | 伊達康将                   | 左近允洋       | 向山宏志            | 安江誠              |
| 翻訳           | 島伸三                     | たかしまちせこ | たかしまちせこ      | 島伸三              |
| 調整           | 小野敦志                   | 飯塚秀保       | 髙見元太            | 黒崎裕樹            |
| 効果           |                            | PAG            | 桜井俊哉            |                     |
| 選曲           | N/A                        | 猪飼和彦       | N/A                 | N/A                 |
| 録音           | N/A                        | N/A            | N/A                 | 木村結香            |
| 担当           | 岩渕昇                     |                | 別府憲治 宮地奈緒   |                     |
| プロデューサー |                            | 圓井一夫       | 夏目健太郎 久保一郎 | 向笠啓祐 越山理志   |
| 制作           | 東北新社                   | グロービジョン | HALF H・P STUDIO    | グロービジョン      |
| 制作           | ユニバーサル・ピクチャーズ | テレビ朝日     | BSジャパン          | 北條伸樹 日本テレビ |

## テレビ放映履歴
| 回数   | テレビ局   | 番組名               | 放送日         | 放送時間       | 吹替版       |
| ------ | ---------- | -------------------- | -------------- | -------------- | ------------ |
| 初回   | テレビ朝日 | 日曜洋画劇場         | 1992年10月4日  | 21:02 - 23:12  | テレビ朝日版 |
| 2回目  | フジテレビ | ゴールデン洋画劇場   | 1994年4月2日   | 21:03 - 23:09  | テレビ朝日版 |
| 3回目  | 日本テレビ | 金曜ロードショー     | 1995年12月8日  | 21:03 - 23:14  | テレビ朝日版 |
| 4回目  | フジテレビ | ゴールデン洋画劇場   | 1997年9月27日  | 21:00 - 23:09  | テレビ朝日版 |
| 5回目  | テレビ東京 | 木曜洋画劇場         | 1999年6月24日  | 21:02 - 22:54  | テレビ朝日版 |
| 6回目  | 日本テレビ | 金曜ロードショー     | 2002年11月22日 | 21:03 - 22:54  | テレビ朝日版 |
| 7回目  | テレビ東京 | 木曜洋画劇場         | 2005年10月6日  | 21:05 - 23:04  | テレビ朝日版 |
| 8回目  | テレビ東京 | 午後のロードショー   | 2009年6月9日   | 13:30 - 15:30  | テレビ朝日版 |
| 9回目  | TBS        | 水曜プレミア         | 2013年5月29日  | 21:00 - 23:04  | テレビ朝日版 |
| 10回目 | BS-TBS     |                      | 2017年2月7日   | 21:00 - 23:24  | ソフト版     |
| 11回目 | BSジャパン | シネマクラッシュ     | 2018年7月4日   | 19:50 - 21:54  | BSジャパン版 |
| 12回目 | BSテレ東   | 新春シネマスペシャル | 2020年1月1日   | 23:00 - 翌1:05 | BSジャパン版 |
| 13回目 | 日本テレビ | 金曜ロードSHOW!      | 2020年6月19日  | 21:10 - 23:04  | ソフト版     |
| 14回目 | フジテレビ | 土曜プレミアム       | 2022年7月9日   | 21:00 - 23:10  | ソフト版     |
| 15回目 | 日本テレビ | 金曜ロードショー     | 2025年2月14日  | 21:00 - 23:09  | 日本テレビ版 |
| 16回目 | テレビ東京 | 午後のロードショー   | 2025年8月20日  | 13:20 - 15:40  | BSジャパン版 |

## 作品解説
パート2とパート3は元々1本の映画として企画され、当初は「パラドックス」という3時間半の大作になる予定だったが、上映時間の都合のため配給会社側から短くカットするよう要求された。しかし制作側は、上映時間短縮のためだけにアイディアを削ることはできないとし、結局2本の映画に分けた経緯がある。撮影時の仮タイトルはパート2は「PARADOX」、パート3は「THREE」であった。パート2は話が途中で終わってしまう物語であったため、一部の観客からは不満の声も上がったが、ロバート・ゼメキスはこのことについて「ハン・ソロが解凍されるまで3年かかったことに比べたら、6か月なんて大したことないよ」と述べていた。
この映画はラストのパート3の予告編までが本編である。ただし、予告編の映像にはパート3に使用されなかったカットがいくつか存在している。ビデオ版、テレビ朝日版には吹き替え音声も存在しているが、思い出の復刻版disc2ではテレビ版はカットされている。テレビ初放送時は「来年をお楽しみに」というテロップが付けられ、翌年パート3が放送された。日本で最初に発売されたビデオ・LD版にも「PART3  1990年の夏をお楽しみに!」という字幕が付いていたが、以降に発売されたビデオ・DVDではカットされている。BDはすべて搭載済みである様子。
パート2のプロローグ（冒頭のシーン）は、パート1のラストシーンをそのまま流用したように見えるが、ジェニファー役がクローディア・ウェルズからエリザベス・シューに交代したため、ジェニファーが映っているカットのみ新たに撮り直されている。その他のカットはパート1の流用である。
1987年から1988年にかけてパート2を撮影した際に、ユニバーサル・スタジオ内の時計台広場を2015年のシーンのセットとして使用したが、時計台広場がユニバーサル・スタジオ内見学ツアーのトラムのコース上にあったことや、ティーザー効果を狙うこともあり、セットを見学ツアーのトラムに乗った観客に隠すことはしなかった。

### 配役
パート1でジョージ・マクフライ役を演じたクリスピン・グローヴァーは、本作では「他の役に挑戦したい」という理由から「役を引き受けるつもりはない」と断った。しかし、ボブ・ゲイルのインタビューでは「出演料の折り合いが付かなかったために降板した」と語られた。そこで、パート2では時空の歪みが生んだもう1つの1985年、通称「1985年A（Alternate 1985）」において、ジョージは死亡しているという設定になった。パート2と3では、背格好が酷似したジェフリー・ウェイスマンが演じており、老人となった2015年のジョージ以外は顔が目立たないように撮影されている。グローヴァーに似せるために、偽の鼻や頬骨の特殊メイクを行い、結果彼のイメージを侵害することになった。
さらにパート2の冒頭のロレインと一緒に、マーティとジェニファーをドア越しに見るシーンと、1955年のシーン（ジョージの顔がはっきり写っているシーン）はパート1の映像を利用し、新聞の顔写真にもグローヴァーの写真を用いている。これら2点に関してグローヴァーは自身の許可を一切取っていなかったとして、ゼメキスとゲイルを相手取って訴訟を起こした。結局、示談の末グローヴァー側の要求が全面的に認められることとなり、俳優組合にも新しい協約が設けられることとなった。
パート1でジェニファー役を演じていたクローディア・ウェルズは、母親が癌と診断されたことで、看病のため女優業を一時休業したため、本作以降はエリザベス・シューが代役を務めた。ウェルズはその後、1996年の映画『Still Waters Burn』で活動を再開した。
当初、2015年のマーティの息子マーティJr.はパート1でジョージを演じたグローヴァーが、娘マーリーンはロレインを演じたリー・トンプソンが演じる予定だった。しかし前述の通りグローヴァーは降板したため、マイケルがマーティと息子と娘の三役を演じることになった（シリーズを通じては、パート3に出てくる先祖を含めて四役となった）。

### 特撮
当時、最新合成技術であったリアルタイムのモーション・コントロール・カメラ『ビスタ・グライド・システム』が使用されている。モーションコントロール・カメラでカメラの動きを完全制御し、小道具はすべてセットに固定し、同じ俳優を別位置で撮影し、フィルムの境界をぼかしながらつなげる技術である。このビスタ・グライド・カメラのお陰で従来のカメラを固定したままという制約から解放されている。合成の制約上、合成相手に触れたり、物を受け渡したり、フィルムAからフィルムBに移動することはできない。
2015年から1985年Aに戻ってきたデロリアンが空から降下しながらタイヤを変形させ、着地してそのまま道路を走るシーンは、空中のシーンから画面手前の街灯を通るまでは模型の、街灯を通り過ぎてからは実車のデロリアンで撮影されており、模型と実車をワンカットで連続して見せることに成功している。

## 2015年
- 2015年が『バック・トゥ・ザ・フューチャー PART2』で描かれた未来の年で、前作『バック・トゥ・ザ・フューチャー』から数えて30周年記念という記念イヤーでもあることから、バック・トゥ・ザ・フューチャーシリーズに関連したイベントや映像が公開された。
  - 1985年のマーティーの愛車であるトヨタ・ピックアップを販売していたトヨタ モーター ノース アメリカは、2015年10月21日にバック・トゥ・ザ・フューチャーシリーズの主演キャスト2名を起用したトヨタ・MIRAIのCMの映像公開をしている。
  - 2015年10月21日（劇中でマーティとドクがタイムトラベルをした日）、『ジミー・キンメル・ライブ!』のコーナーにマイケル・J・フォックスがマーティ、クリストファー・ロイドがドクに扮しデロリアンに乗って登場。映画と実際の2015年の様々な違いに驚くというショーを行った。
  - 2015年10月22日、『USAトゥデイ』は劇中に登場するマーティJr.逮捕の記事を載せた「ヒル・バレー版」の新聞を4.95ドルで実際に発行した。
- 現実の2015年において、冒頭のドクが使っていた時計による天気予報の受信など、いくつか実現したものもある。

### 劇中の2015年
LD（レーザーディスク）
デロリアンが2015年のヒル・バレーに到着した時、路地裏に停めてジェニファーを介護しているシーンで、大量にスクラップされ山積みとなっているのが見られる。現実におけるLDは既に2000年初頭に消滅し、より高性能なDVD、Blu-ray Disc、ネット配信のビデオ・オン・デマンドが広く普及している。
飛行する車
劇中の2015年では自動車が飛行する技術が存在し、デロリアンもこの改造を受けている。
なお、2015年のシーンに出てくる未来の車に1982年の映画『ブレードランナー』のスピナーが登場する。また、マーティとグリフ達が空中戦をしている時に降りてきた車は着陸禁止の所に着陸している。
『ジョーズ19』
マーティが2015年の未来で、3D映像に驚くシーンがあるが、このシーンには当初ゴジラの登場が予定されていた。監督はスティーヴン・スピルバーグの実の息子であるマックス・スピルバーグということになっている。
2015年10月、ユニバーサル・ピクチャーズ・ホーム・エンターテインメントは、『ジョーズ19』のトレーラー映像をYouTubeで公開した。
ロジャー・ラビット
2015年でマーティがスポーツ年鑑を買うアンティークショップのショーウインドウ内には、古ぼけたロジャー・ラビットのぬいぐるみが置かれている。これは映画『ロジャー・ラビット』が、本作と同じゼメキス監督によるものであるという、一種の楽屋ネタである。因みに、PART3でシェイマスが夕飯と称してウサギを見せるシーンがあるが、DVDに特典映像として収録されているNGシーンではウサギの代わりにロジャー・ラビットのぬいぐるみを持っている。
日本製の『ワイルドガンマン』
「Cafe 80's」にあるテレビゲームとして登場。『ワイルドガンマン』は日本ではマイナーゲームの位置にある作品であるが、アメリカではNintendo Entertainment System（NES、アメリカでのファミコン）本体に一部同梱される形で1985年に発売され、広く人気を博した。なお、実際の2015年では稼動媒体自体が稀少となっているが、米国では2015年よりバーチャルコンソールでの再発売が行われている。
「Cafe 80's」
1980年代を模したカフェ喫茶。
この「Cafe 80's」のシーンで使用されている楽曲は1983年にマイケル・ジャクソンが発表した「今夜はビート・イット」で、彼も店内のビデオモニターの中にウェイターとして登場している（ただし演じているのは本人ではなく、そっくりさんである）。なお、現実のジャクソンは2009年に死去したため、生きて2015年を迎えることは叶わなかった。
Cafe 80's のウェイターには他にも、当時のアメリカ第40代大統領・ロナルド・レーガンと、アメリカと敵対関係にあった当時のイランの政治的指導者・ホメイニ師がおり、いずれもそっくりさんの演技を、マックス・ヘッドルーム風にビデオ処理してCGのように見せている。

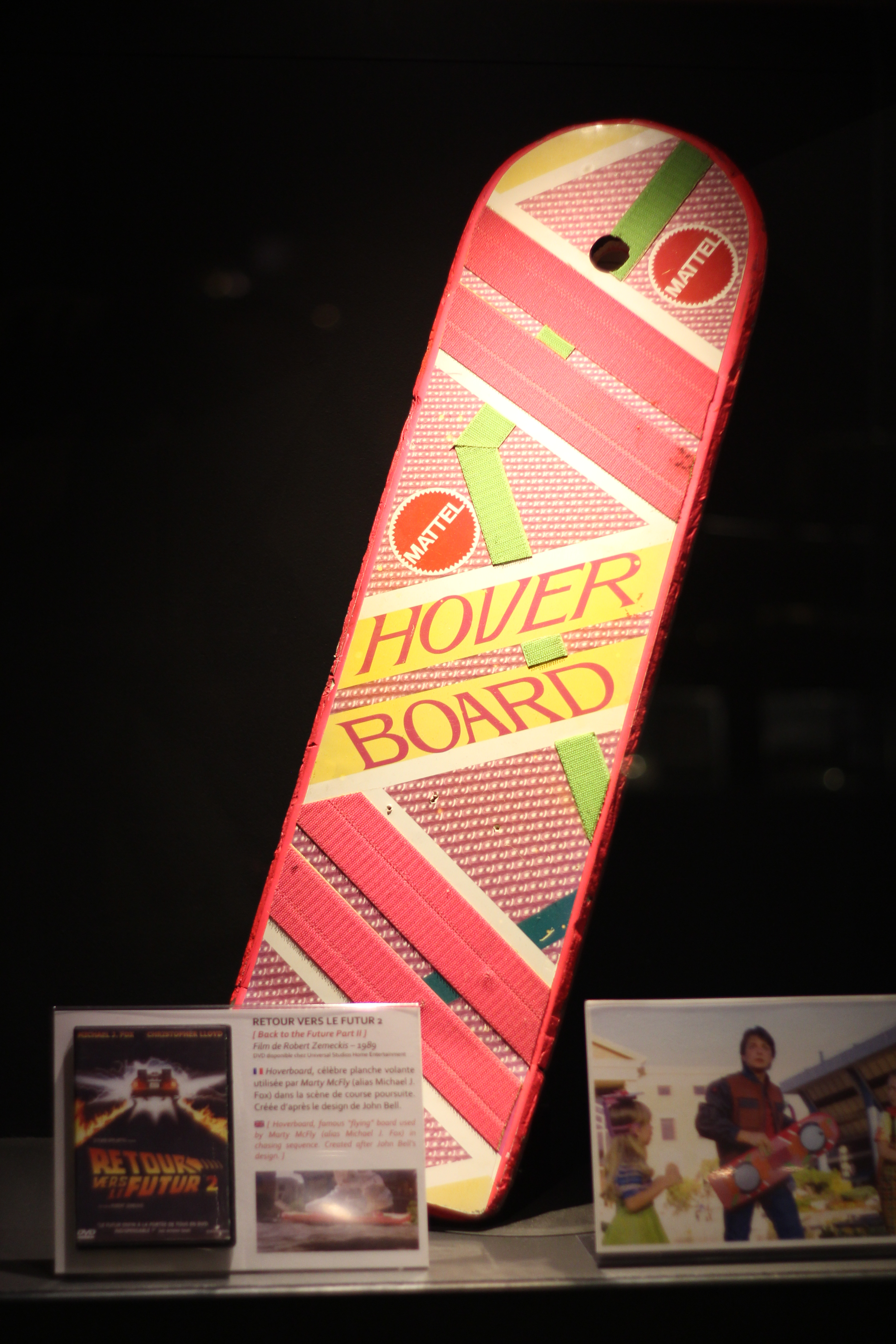

ホバーボード
マーティが使ったピンクのホバーボードはよく見るとマテルの製品であることが確認できる。監督がテレビ向けのインタビューで「ホバーボードは実在するが、危険なのでメーカーが規制している。我々はうまくそれを入手できたんだ」と答え、実はこれはジョークだったのだが、それを信じた世界中の子供達から、マテル社にホバーボードの販売を促す手紙が殺到してしまった。2012年に、マテルは劇中同様のホバーボードのプロップレプリカを発売している。実働するホバーボードとしては、風を地面に吹き付けて浮遊するタイプのものは以前からあったが、長距離を安定して飛行するには装置が大掛かりでスケートボードのようなコンパクトな形のものは存在しなかった。リニアモーターカーと同様の原理で超電導磁石を使ったより実際のスケートボードの形に近いホバーボードとして、2011年にフランスのParis Diderot UniversityのチームがMag Surfを試作した。これは映画内のホバーボードよりもやや分厚く、金属板の上でしか動作しないが、直線の金属板の上を浮上しながら進むことができた。2015年には、より映画の形に近いホバーボードが試作され、1985年のマーティーの愛車のピックアップを製造していたトヨタ傘下のブランドであるレクサスのCMに登場した。こちらも同じく超電導磁石が入ったボードが金属の表面を浮上するという原理であったが、大企業が自社の製品の宣伝用に作ったものであるため、セットはより金がかかった本格的なものになっている。金属板が埋め込まれたスケートパーク内をロンドンのプロのスケートボーダーがこのボードを使って駆け回るというもので、浅い水上を走行したり車の上をジャンプしたりとかなり映画の世界に近づいている。
ナイキのシューズ
2015年でマーティが履いていたナイキのシューズは、2011年にナイキ自身によって公式に忠実なレプリカとして発表され、オークションサイトeBayで1500足がチャリティ販売された。ただし、ナイキは2009年に「自動靴ひも調整システム」についての特許を出願していたものの、この時点では形状の再現のみで実際に自動で紐が締まることはなかった。その後2015年10月21日に劇中のように自動で紐が締まる技術「Power Lace」を搭載したモデルが正式発表され、2016年春にオークション形式で販売される運びとなった。どちらも収益はすべてマーティ役を演じたマイケル・J・フォックスが設立した「マイケル・J・フォックス パーキンソン病リサーチ財団」へ寄付される。
ワールドシリーズ
マーティが「シカゴ・カブスがフロリダ州マイアミの球団をスウィープで下して2015年のワールドシリーズを制覇」というニュースを目にして驚く場面がある。これは、カブスが85年当時弱小チームであった（ヤギの呪いを参照）、という点と「マイアミに野球チームが出来た」という二重の驚きということである。劇中でカブスがスウィープ優勝を決めたとされる2015年10月21日、奇しくも現実のカブスはニューヨーク・メッツとのリーグ優勝決定戦で4連敗でのスウィープ敗退を喫し、映画通りに優勝とはいかなかった。ただ、1985年当時には存在しなかったマイアミの球団が、1993年にフロリダ・マーリンズ（現在のマイアミ・マーリンズ）として創設されたため、このニュースは一部が現実となっている。カブスとマーリンズは同じナショナルリーグに所属しているため、ワールドシリーズで対戦することはない。また、マーリンズは2015年までに2度ワールドシリーズに出場しているが、そのどちらも優勝し、負けたことはなかった。カブスのワールドシリーズ制覇は、映画の「予言」より1年遅れた2016年に現実のものとなった（相手はクリーブランド・インディアンス）。

## DVD
2002年に初発売された3部作セットのDVD（バック・トゥ・ザ・フューチャー トリロジーBOXセット）およびその再発版も含め、それ以降単品として販売されていたものは、劇場版・LDワイドスクリーン版とは画面に写る範囲（画角）が異なっている（ビデオやテレビ放送をふまえて、画面比4：3のテレビサイズで撮影し、公開時に画面上下をマスキングして横長の画面で上映するという方式をとっているため、撮影されていてもワイド版では見えなくなる部分がある）。そのため劇場版・LD版と比べて上にあがってしまっていたり、拡大されていたりする場面があった。初発売後に指摘・批判がなされ、希望者には郵送でオリジナルの画角のものと交換が行われている。なお、その他のボックスセットおよび現在発売されている単品（品番UNPD-37604）は、既にオリジナルの画角に修正されたものが収録されている。

## 備考
- 2015年のレトロ喫茶「Cafe 80's」でビデオゲームをしようとしている画面手前の少年は、当時6歳のイライジャ・ウッド。
- デロリアンの車内をよく見ると、1955年でタイマーとして使った目覚まし時計がそのまま置かれている。
- ドクは若返りの手術を行っており、マーティが気付かないだろうとフェイスマスクをしていたが、これは前作の主な役が1955年のドクであり、今回は1985年のドクが主な役柄のため、特殊メイクの手間を省くためのものである。
- マーティJr.逮捕の記事を見ると「Martin McFly Junior」となっており、マーティの正式な名前が「マーティン・マクフライ」であることが分かる（マーティはマーティンの愛称）。
- 本作でスパイク役を演じた女優のダーリーン・ヴォーゲル（英語版）は、後にユニバーサル・スタジオ・ハリウッド、及びユニバーサル・スタジオ・ジャパンなどに設置されたアトラクション、『バック・トゥ・ザ・フューチャー・ザ・ライド』[22]においてドクが開設した「フューチャーテクノロジー研究所」のアナウンス嬢（ヘザー）役として登場している。
- 2015年で時計台の募金を申し出てきた人は1955年の時に肥やしに衝突したビフの車を修理した人である。名前は“テリー”。
- 2015年のマクフライ一家が住む住宅街「ヒルデイル」の看板には、「The Address of Success（人生の成功者の住む所）」というキャッチコピーが併記されているが、「Success」の4文字目の「c」が「K」に、6文字目の「s」が「R」にそれぞれ赤のスプレーの上書きで変えられており、「The Address of Suckers（ゲス共の住む所）」になっている。元々は高級住宅街であったヒルデイルが、2015年では犯罪多発地帯と化してしまっていることを示している。
- 2015年のマクフライ家のシーンに、レッド・ホット・チリ・ペッパーズのフリーがマーティの悪友のニードルス役で登場する（テレビ電話越しの相手）。
- ニードルスとの会話の直後に画面に登場する2015年のマーティの上司（映画内のテレビ字幕では“Occupation Supervisor”、つまり業務上の上司）の名前はイトウ・T・フジツウ（Fujitu, Ito T）。イトウが名、フジツウが姓で、妻が Siva という人物、子供がなくタイ料理好きでメキシコ・ビールが嫌い、会社を信条としていることが字幕から読み取れる。マーティは彼に対して「フジツウサン、コニチワー」と挨拶している。なおこれが実在の日本の会社富士通と関係しているのかは定かではないが、その後の1993年2月に富士通は、新発売のホビー用の低価格帯PCに「FM TOWNS マーティー」との名を付け発売している。
- マーティ達が2015年から1985年Aに戻る直前、タイムサーキットの出発時間が「NOV 12 1955 6:38（1955年11月12日午後6時38分）」と表示されており、デロリアンに乗った老ビフが1955年に向かった伏線になっている。
- 1985年Aの「HILL VALLEY（ヒルバレー）」の看板は、「HILL」の2文字目の「I」が「E」に黒のスプレーの上書きで変えられており、「HELL VALLEY（ヘルバレー）」になっている。
- 1985年Aでビフが観賞している映画は、クリント・イーストウッド主演の『荒野の用心棒』。作中で鉄板を防弾チョッキ代わりにするシーンは、パート3でマーティがビュフォード・タネンと決闘する際にパロディとして活かされている。音声は実際のものとは違い、新たに録音されたものが使われている。
- パート2から常時装備されることとなるデロリアンの電力発生装置「ミスターフュージョン」だが、KRUPSというドイツの会社が製作したコーヒー豆挽き機をそのまま小道具として設置している。

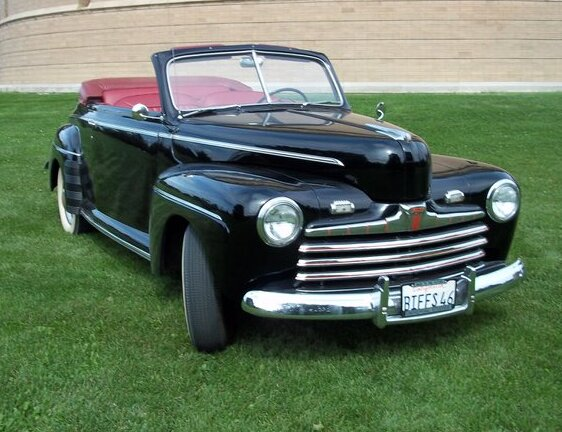
1946年型フォード・スーパーデラックス

- 前作パート1に引き続き1955年のビフが乗っている愛車は、1946年型フォード・スーパーデラックス（1941年式の改良型）。マーティとドクがデロリアンでビフを追跡する際に、「奴の車の上に降りて潰してやろう」と言ったマーティに対して「こっちが銀紙みたいに引き裂かれるぞ」とドクが難色を示したのは、ある意味柔軟な造りをしているデロリアン（強化プラスチックとステンレス）では、この年代の頑丈な車体に太刀打ちできないからというのが理由である。
- またこの場面で、デロリアンが超低空飛行をし、マーティがホバーボードに乗りながら、デロリアンからビフの車に乗り移るシーンに於いて、デロリアンの下をよく見ると、車輪がついているのがわかる（つまりこのシーンのデロリアンは撮影用に改造されたもので自走できず、カメラアングルに入らない後方から別の車に押されて撮影しているものと思われる）。
- スパイクが時計塔に突っ込むシーンはスタントウーマンが行ったが、そのスタントウーマンはシェリル・サンダース[23]。